# Гаятрі-мантра

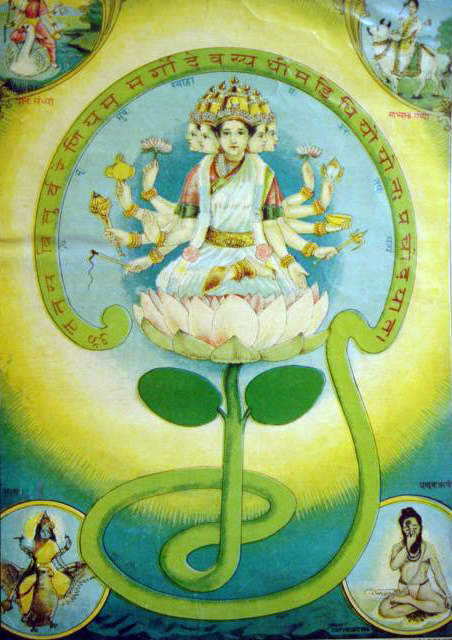
Гаятрі-мантра втілена в богині

Гаятрі-мантра (санскр. गायत्री मन्त्र, Gāyatrī Mantra IAST) — ведична мантра на санскриті, дуже важлива в індуїзмі.

## Походження
Мантра написана віршованим розміром гаятрі (звідси її назва) і складається з 24 складів, узятих з гімну «клуні-веди» (3.62.10), авторство якого приписується ріши Вішвамітрі. Читання мантри передує складом «Ом» і формулою bhūr bhuvaḥ svaḥ IAST відомою як маха-вьяхріті, — «велика містична фраза». Це було наказано в «Тайттірія-араньяці» (2.11.1-8) де вказано, що читання писань повинне передувати співом «Ом», трьома вьяхріті і Гаятрі.
Оскільки в мантрі закликається Савітр, мантра також називається Савітрі. Деякі індуїсти вважають втіленням мантри богиню Гаятрі. Гаятрі-мантра прославляється в декількох писаннях індуїзму, включаючи такі як «Ману-смріті», «Харівамша» і «Бхагавад-гіта». Користь від оспівування мантри описується як мудрість, збагнення і прояснення
Гаятри-мантра пронизує все. У ній присутні три божества: Гаятрі, Савітрі і Сарасваті. Перша богиня - володарка почуттів. Друга - наставниця в Істині, Сатьї, і третя - пані мови. У Гаятри-мантрі втілено триєдність почуттів, розуму й мови. Гаятрі прославляють як Чандасам матхах (Мати Вед; чандас - віршований розмір ведичних гімнів). У Гаятрі п'ять ликів і в ній зосереджені всі божества (Сарва Девата Сварупа). У Гаятри-мантрі укладені і Стотра (хвала променистому Богу), і дхьяна (медитація) і прартхана (молитва). У якому випадку ваша молитва буде дієвою? Тільки коли розум спокійний і звернений до Бога. Основа цього - медитація, молитва і досвід. Необхідна гармонія думки, слова і справи. Цьому великому уроку вчить Гаятрі.

## Текст
На Деванагарі: 

ॐ भूर्भुवः स्वः । 

तत् सवितुर्वरेण्यं । 

भर्गो देवस्य धीमहि । 

धियो यो नः प्रचोदयात् ॥
На IAST: 

oṃ bhūr bhuvaḥ svaḥ 

tat savitur vareṇyaṃ 

bhargo devasya dhīmahi 

dhiyo yo naḥ pracodayāt
Переклад російською мовою Гаятрі-мантри Елізаренкової з «Ріг-веди» 
«Ми хочемо зустріти цей бажаний
Блиск бога Савітара,
Який повинен заохочувати наші поетичні думки!»
Буквальний переклад формули махавьярті «bhur bhuva svaha» звучить як «земля, повітря, небеса»: «місце для існування, простір, світ або всесвіт; земля (як один з трьох світів); земля (як субстанція), ґрунт, ґрунт; пів; житло, шматок землі»; bhuvas: «повітря, атмосфера»; svar: «сонце, сонячне світло, світло, блиск; яскравий простір або піднебіння, небеса» що є перші три з семи вищих світів в космології індуїзму.
Крім головної Гаятрі, існують також Гаятрі окремих божеств .